# Hoštejn
Hoštejn är en ort i Tjeckien.   Den ligger i regionen Olomouc, i den östra delen av landet, 170 km öster om huvudstaden Prag. Hoštejn ligger 313 meter över havet och antalet invånare är 449.
Terrängen runt Hoštejn är kuperad norrut, men söderut är den platt. Hoštejn ligger nere i en dal som går i öst-västlig riktning. Runt Hoštejn är det ganska tätbefolkat, med 124 invånare per kvadratkilometer. Närmaste större samhälle är Zábřeh, 7,0 km öster om Hoštejn. I omgivningarna runt Hoštejn växer i huvudsak blandskog.